# Mariene ecoregio Juan Fernández en Desventuradas
De Mariene ecoregio Juan Fernández en Desventuradas (179) (Engels: Juan Fernández and Desventuradas marine ecoregion) is een biogeografische regio en ligt in het zuidoosten van de Grote Oceaan in de Mariene provincie Juan Fernández en Desventuradas (46) in het Marien rijk Gematigd Zuid-Amerika. De mariene ecoregio is vastgesteld door het World Wide Fund for Nature en The Nature Conservancy en is vernoemd naar de Juan Fernández-archipel en de Desventuradaseilanden.
In het zuidoosten grenst het gebied aan de mariene ecoregio Araucanía (178).

## Geografie
De mariene ecoregio ligt in het zuidoosten van de Grote Oceaan rond de Chileense eilandengroepen van de Juan Fernández-archipel en de Desventuradaseilanden en bestaat uit twee gebieden. Het noordelijke gebied ligt rond de Desventuradaseilanden San Félix en San Ambrosio, Islote González en Roca Catedral, het zuidelijke gebied rond de Juan Fernández-archipel met de eilanden Robinson Crusoe, Alejandro Selkirk en Santa Clara.
Door het gebied stroomt de Humboldtstroom.

## Biogeografie
Het gebied kent zeeleven dat houdt van gematigde temperaturen.